# Mampang Prapatan
Mampang Prapatan è un sottodistretto (in indonesiano: kecamatan) di Giacarta Meridionale, che a sua volta è una suddivisione di Giacarta, la capitale dell'Indonesia.

## Suddivisioni
Il sottodistretto è suddiviso in cinque villaggi amministrativi (in indonesiano: kelurahan):
- Kuningan Barat
- Pela Mampang
- Bangka
- Tegal Parang
- Mampang Prapatan